# Bazoches
Bazoches là một xã của tỉnh Nièvre, thuộc vùng Bourgogne-Franche-Comté, miền trung nước Pháp.

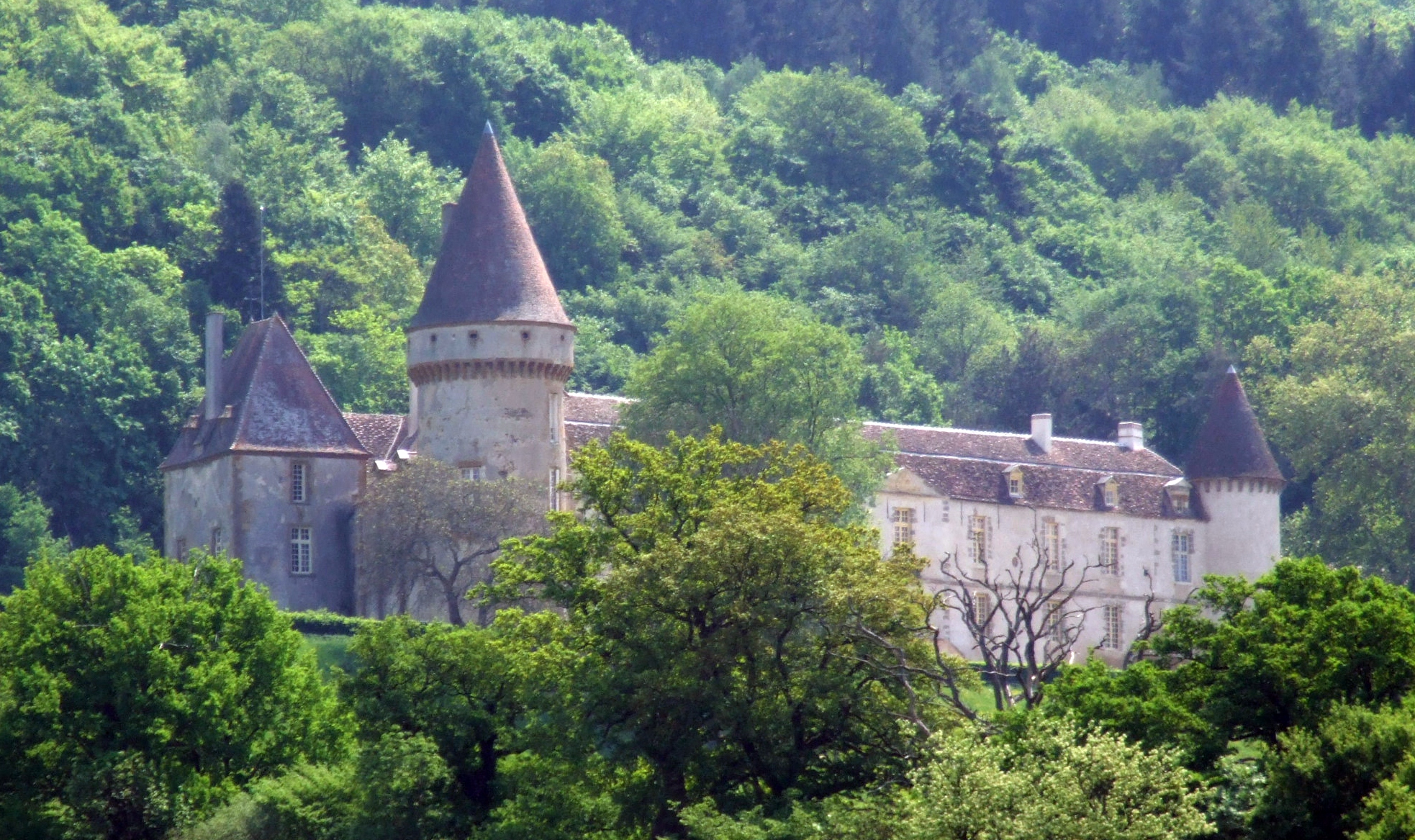
Château de Bazoches của Vauban